# Consolidación pulmonar
Una consolidación pulmonar es una región normalmente comprimible del tejido pulmonar que, por una razón u otra, se encuentra reemplazado con líquido en vez de aire. Esta condición suele estar marcado por la presencia de induración (parche de tejido endurecido que se presenta en las vías respiratorias). Está considerado un signo radiológico. 
La consolidación ocurre a través de la acumulación de material exudado debido a inflamaciones celulares en los alveolos o estructuras anexas. Este líquido puede ser edema pulmonar, exudado, pus, agua inhalada o sangre (que puede provenir de alguna parte del árbol bronquial o alguna ruptura de una de las arterias pulmonares). 
Es importante señalar que es imperativa la presencia de consolidación para poder diagnosticar una neumonía.

## Signos
Entre los signos que caracterizan una consolidación se encuentran:
- La expansión del tórax en la parte afectada se encuentra reducida al momento de la inspiración.
- Vocal fremitus se encuentra aumentado en el lado afectado.
- A la percusión, la zona emite sonidos con matidez aumentada.
- Sonidos de respiración perceptibles al momento de a auscultación son de naturaleza bronquiales.
- A la auscultación, se perciben sonidos crepitantes.
- La resonancia vocal está aumentada. Aquí, la voz del paciente (por ejemplo, susurros) se escucha más claramente cuando hay consolidación, a diferencia de la voz proveniente de unos pulmones sanos.
- Roce pleural puede estar presente.[4]

## Diagnóstico

### Radiología
- Típicamente, un área blanca difusa es vista en el pulmón en una radiografía torácica estándar. El tejido consolidado es más radiopaco que el tejido aireado normal del pulmón. Esto es claramente apreciable en una radiografía o tomografía computarizadas.[5] Las consolidaciones usualmente son características (o complicaciones) que se presentan en estadios más avanzados o desarrollados de infecciones pulmonares.

La Tuberculosis primaria se manifiesta típicamente como una consolidación parequimantosa unifocal; la consolidación multilobar es menos frecuente y se observa aproximadamente en el 25% de los casos.